# 8842 Bennetmcinnes
8842 Bennetmcinnes è un asteroide della fascia principale. Scoperto nel 1990, presenta un'orbita caratterizzata da un semiasse maggiore pari a 2,5398942 au e da un'eccentricità di 0,2193428, inclinata di 11,23442° rispetto all'eclittica.